# Stewi
Stewi ist ein Hersteller von Wäscheständern in Saland im Kanton Zürich. Stewi (ein Kunstbegriff aus den Worten Steiner und Winterthur) gilt in der Schweiz als Synonym für diese Haushaltsgeräte. Das Unternehmen wurde im Jahre 1947 durch Walter Steiner Senior gegründet.

## Geschichte
Walter Steiner senior (* 31. Mai 1921) begann im Alter von 26 Jahren mit der Herstellung seiner Wäschespinnen im Elternhaus in Winterthur-Töss und gründete im Jahr 1947 die Firma «Stewi». Im Jahr 1952 fand die erste Expansion in eine grössere Werkstatt an der Oberseenerstrasse in Winterthur Seen statt.
1954 wurde die Wäschespinne «DeLuxe» an der Mustermesse in Basel ausgezeichnet. Die Verkaufszahlen in der Schweiz stiegen. Schrittweise folgte die Expansion in den europäischen Markt.
Die Produkte bestanden aus Holz (Tragarme), Metall (Standrohre) und Hanf (Seile). Inzwischen wurde die Produktion auf Aluminium- und Kunststoffteile umgestellt. Walter Steiner verfolgte die Vision, die Produkte für die Frau von damals einfach benutzbar zu machen. Daher wurde auf das viel leichtere und widerstandsfähigere Aluminium umgestellt. Die an einer Qualitätsmaxime ausgerichtete Weiterentwicklung bezog alle Details in der Bauweise der Produkte ein und strebte Perfektion an.

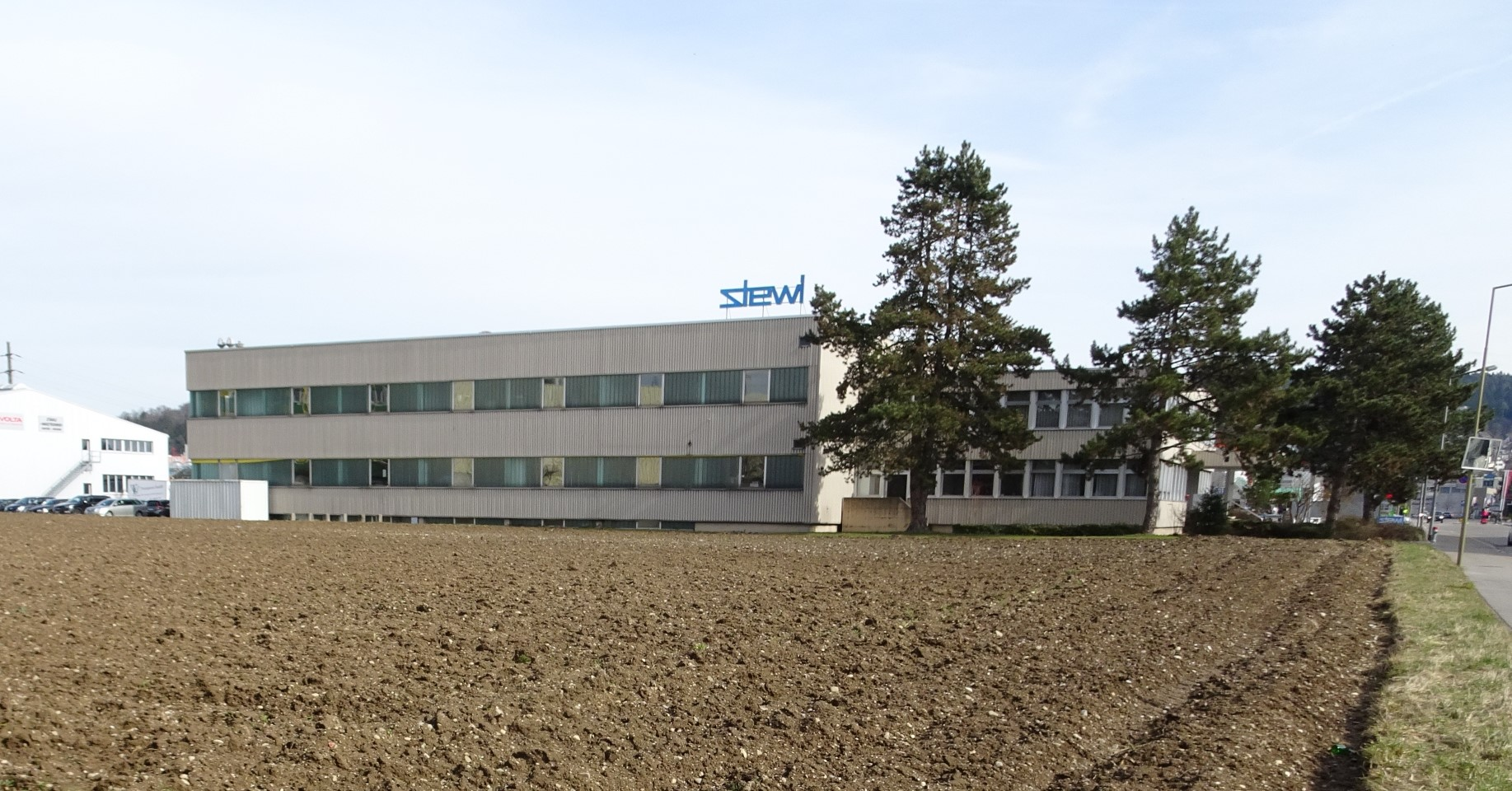
Ehemalige Stewi-Produktionsstätte an der Rudolf-Diesel-Strasse 11 in Winterthur

Im Jahre 1961 brachte Walter Steiner die «Stewi-Libelle» als neue Lösung für den Innenbereich und die Terrasse auf den Markt. Auch sie entwickelte sich zum Verkaufserfolg. 1970 wurde der Allzwecköffner «Party-Jack» eingeführt, eine Kombination von Dosen- und Flaschenöffner. Sie wurde in der Schweiz über 900'000 Mal verkauft. 1972 fand der Umzug in die neu gebaute Fabrikationsstätte an der Rudolf-Diesel-Strasse in Winterthur statt. Hier wurden bis Ende 2023 alle «Stewi»-Produkte produziert und ausgeliefert. 
1987, wenige Jahre vor der Umwandlung der Einzelfirma Stewi in die Stewi AG, beschäftigte das Unternehmen 80 Mitarbeiter. Zu ihren Glanzzeiten wuchs die Firma Stewi auf 120 Mitarbeiter an. 2009 verstarb Walter Steiner und übergab die Firma an seine Kinder. Trotz den über 200 Patenten von Walter Steiner Senior waren die «Sonnenzeiten» der Firma Stewi vorüber und das Unternehmen verlor jährlich ca. 10 % des Umsatzes. Im Jahre 2017 wurde der Familienbetrieb an die beiden Unternehmer Stephan Ebnöther und Lorenz Fäh verkauft.
Die beiden ehemaligen Eigentümer Fäh und Ebnöther reformierten das Unternehmen grundlegend in allen Bereichen. Es war bis 2009 noch mit dem Betriebssystem MS-DOS gearbeitet worden. Ein neues ERP-System reduzierte beispielsweise den Zeitaufwand für die Lohnbuchhaltung von drei Tagen auf eine dreiviertel Stunde. Die Einrichtung wurde überarbeitet und Mitarbeiterdossiers vervollständigt. Viele Hürden stellten sich den beiden Eigentümern mit ihrem noch bestehenden Team aus 21 Mitarbeitern in den Weg. Im Folgejahr wurde das erste Mal seit langer Zeit wieder Gewinn geschrieben, 2016 wurde der Absatz auf 66'000 Artikel gesteigert. Es wurden neue Mitarbeiter eingestellt und die Produktionsräume modernisiert.
Im Juni 2023 wurde die Einstellung der Produktion per Oktober 2023 und die Auflösung des Unternehmens auf Ende 2023 angekündigt. Im August 2023 wurde bekannt, dass das Unternehmen rückwirkend auf Anfang Jahr von der Liechtensteiner Firma Reichardt AG übernommen wurde. Der Produktionsstandort wurde per Anfang 2024 von Winterthur nach Saland verlegt.

## Marke und Unternehmensprofil
«Stewi» ist nach Auffassung des Newsportals Watson eine innovative Marke mit weltweiter Wirkung. Sie gehört damit zu den Top 10 der Swiss-Made-Marken; die Produkte sind in der Schweiz Kult. Mit dem Eigentümerwechsel ist geplant, das Profil der ehemals innovativen Produktkategorie – bestehend aus Wäscheschirm, Wäschespinne und Wäscheständer – künftig als Qualitätsmarke zu schärfen.
«Stewi» verfolgt eine Premium-Strategie und gilt als Qualitätsführer im Bereich Wäschespinnen und Wäscheständer. Viele «Stewi»-Produkte werden seit mehr als 40 Jahren unverändert produziert und sind Klassiker im Haushaltsbereich. Die Produkte sind perfektioniert, erfüllen höchste Qualitätsansprüche und sind auf Langlebigkeit ausgerichtet. «Stewi» bietet Ersatzteile bis fast in die Anfänge zurück an und stellt so sicher, dass fast alle Reparaturen möglich sind. Die Produkte werden am Standort Saland gefertigt und erfüllen die «Made in Switzerland»-Anforderungen. 

## Firma

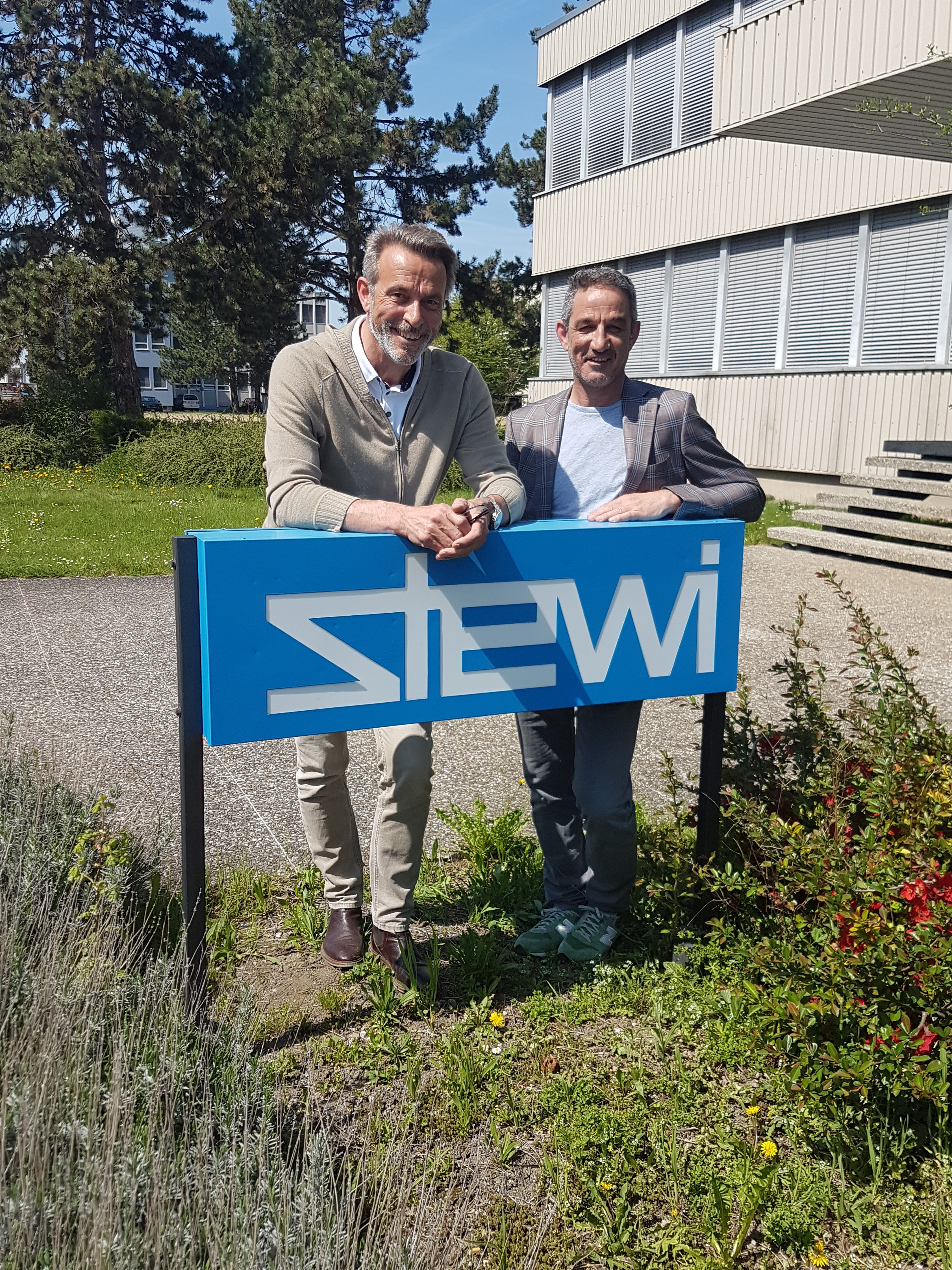
Ehemalige Eigentümer Lorenz Fäh und Stephan Ebnöther

«Stewi AG» mit Sitz in Saland ist verantwortlich für die Produktion und das Inlandgeschäft. Die Stewi of Switzerland AG ist für den Export und die globale Markenpräsenz zuständig. 

## Produkte
- Wäschespinnen
- Wäscheständer
- Wandtrockner
- Deckentrockner